# ميلفورد (ماساتشوستس)
ميلفورد (بالإنجليزية: Milford, Massachusetts)‏ هي بلدة أمريكية تقع في الولايات المتحدة في مقاطعة ووستر (ماساتشوستس). يقدر عدد سكانها بـ 27,999 نسمة ومساحتها 38.5 كم2 وترتفع عن سطح البحر 94 متر.

## معرض صور

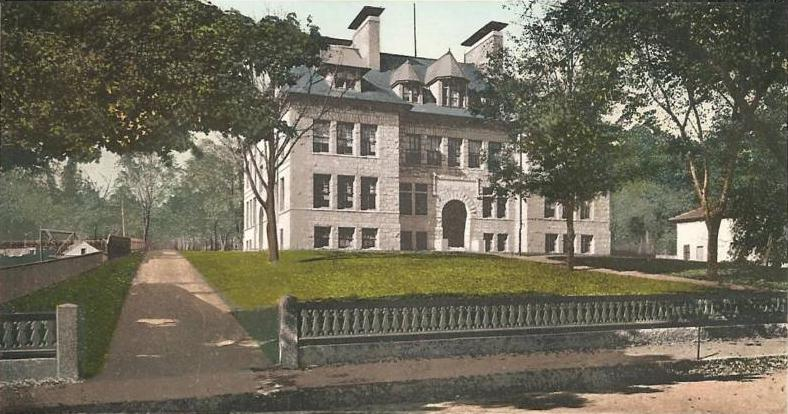
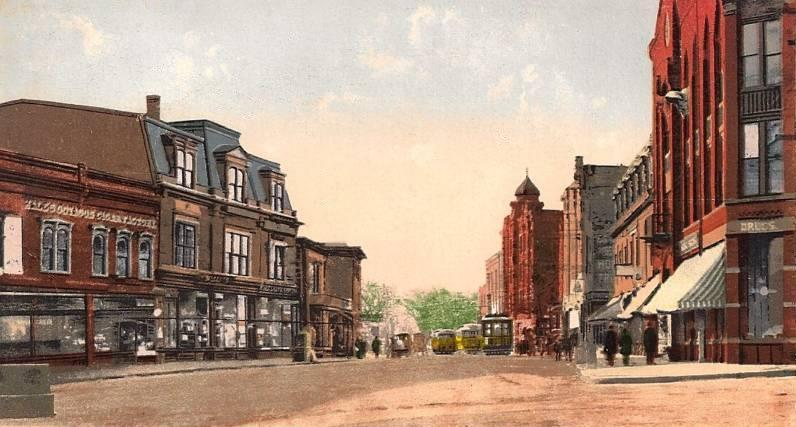

## أعلام
- ميشائيل فيدايرا
- جيفري روي
- بول باتيستا
- أرت كيني
- جوزيف موراي
- إيزكيل كورنيل